# 동물 농장

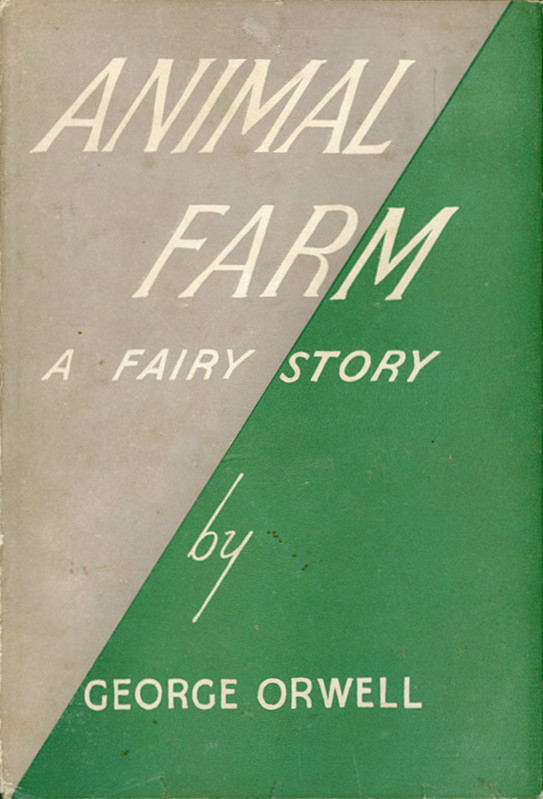

동물농장의 깃발. 돼지 발굽과 뿔을 소련의 낫과 망치와 유사하게 배치하였다.

《동물농장》(영어: Animal Farm)은 영국의 작가 조지 오웰이 1945년에 출판한 풍자 소설이다. 전체적인 내용으로는 존스 농장에 살던 동물들이 가혹한 생활에 못 이겨 주인을 쫓아내고 직접 농장을 운영하지만, 결국은 혁명을 주도했던 권력층의 독재로 농장이 부패해 버리는 이야기이다.

## 작품 설명
《동물농장》에는 소련의 전체주의에 대한 비판과 풍자가 들어있다. 그래서 반공주의 소설로 오해받기도 하지만, 실제로는 그렇지 않은 작품으로 재평가받기도 한다. 하지만, 소설 속에서 벌어지는 많은 일들은 실제로 이오시프 스탈린이 집권하던 소련에서 생긴 사건에 기반한다. 조지 오웰은 한동안 영국 독립노동당의 당원이기도 했던 좌파였지만 스탈린에 대해서 비판적이었고 스페인 내전에 참가한 이후로는 소련 중심의 공산주의에 대해 의심을 품게 되었다. 오웰이 우크라이나어판 서문에 쓴 '지난 10년 동안 나는 사회주의 운동의 재건을 위해서는 소비에트 신화를 파괴하는 일이 근본적으로 필요하다고 확신하게 되었다.'라는 문장에서 그의 집필의도를 알 수 있다. 그는 소련의 성립부터 소련이 가진 결함을 간파하였고 결국 소련의 붕괴에 의해 그의 시선이 옳았음이 증명되었다.
조지 오웰은 이 작품에서 스탈린은 독재자 돼지 나폴레옹(Napoleon)에, 스탈린의 비밀 경찰은 개, 그의 반대자 트로츠키를 경쟁자 돼지인 스노볼(Snowball)에 비유했다. 옛 소련 공산당의 당원은 돼지, 종교는 까마귀에, 카를 마르크스와 블라디미르 레닌을 메이저 영감으로 비꼬았다. 또한, 쫓겨난 황제 니콜라이 2세는 농장주 존스(Jones)로, 스탈린을 따르는 어리석은 민중은 양에 비유했다. 그러나 굳이 '동물 농장'의 상징을 러시아 혁명과 소련으로만 한정할 필요는 없다. 나폴레옹을 아돌프 히틀러, 스노볼을 에른스트 룀, 스퀼러를 요제프 괴벨스로 보아도 전혀 어색하지 않다. 어느 시대, 어느 정치에서도 그러한 인물들은 존재할 것이고, 그것은 근원적인 비극이면서 동시에 '동물 농장'이 가지는 현재적 의미이다.
오웰은 제2차 세계 대전 직후 영국의 친소적 분위기 때문에 이 소설의 출간에 어려움을 겪었다고 서문에 쓴 바 있다(이 서문은 후에 발견된 것으로 원 작품집에는 없다). 오웰의 책들을 출간해주던 골란츠 출판사는 소련에 대해 무조건적으로 추종하였으므로 당연히 거절하였고 조나단 케이프사는 영국 관리의 전화를 받고 출판을 철회했다. 페이버 앤드 페이버 출판사와 미국 출판사 한 곳 역시 명료하지 않은 이유로 거절하여 결국 섹커 앤드 와버그 출판사에 의해 간신히 출간되었다.
동물 농장은 오웰의 작품 중 유일하게 유머가 가득한 작품으로 봐도 좋은데 이것은 그의 부인 아일린 오쇼네시의 영향이라고 한다. 오웰은 그녀와 이런저런 의견을 교환하면서 동물 농장을 썼고 그 결과로 드물게 대중친화적인 작품이 나올 수 있었다. 오쇼네시 사후에 지어낸 1984는 동물 농장에 비해 훨씬 어두운 분위기로 가득 차 있다.
대한민국에는 미군정의 의뢰로 1948년 김길준(金吉俊)에 의해 처음으로 번역되어 소개되었다. 이후 무수히 많은 번역본이 등장했으며 그중 김욱동의 번역본이 오웰의 문체까지 연구하여 번역에 반영했다.

## 줄거리
장원 농장 (메이너 농장)에서 평소에 소홀한 대우를 받고 있던 가축들이 반란을 일으키라는 수퇘지 메이저 영감의 호소에 힘입어 반란을 일으킨다. 농장주 존스와 관리인들을 내쫓고 동물들 스스로가 농장을 경영한다. 농장의 이름도 <동물 농장>으로 바꾼다. 비교적 지능이 발달한 돼지인 나폴레옹, 스노볼, 그리고 스퀼러의 지도와 계획 아래 모든 동물들은 평등한 동물 공화국 건설을 위해서 열심히 일하고 돼지들의 주도하에 일요회의도 열고 문맹 퇴치의 학습시간도 갖게 되어 말과 오리새끼에 이르기까지 주인 의식을 갖고 농장의 운영에 참여하게 되어 그야말로 평등의 이념에 입각한 이상적 사회를 만드는 것을 목표로 하였다. 이에 7계명을 만들게 된다.
그런데 풍차 건설을 계기로 동물들 사이의 권력 투쟁이 노출된다. 이상주의자 스노볼은 나폴레옹에 의해 축출된다. 나폴레옹은 간교한 스퀼러를 대변자로 내세워 동물들을 설득도 하고 조작도 하며 개 9마리를 앞장 세워 공포 분위기를 조성함으로써 완전한 독재 체제를 세운다. 농장 운영의 방침도 바뀌어 중의를 모으던 일요회의도 폐지되고 모든 일은 나폴레옹과 그의 측근들이 임의로 결정하게 된다. 나폴레옹은 원래 스노볼의 계획이었던 풍차의 건설을 빙자해서 동물들의 자유를 허물어뜨리고 존스가 다시 쳐들어온다는 위험, 스노볼에 대한 반동 낙인, 동물들의 내적 불만을 외적인 공포 분위기로 제압한다. 돼지들은 불평하거나 항의하는 동물을 첩자로 몰아 숙청하기도 하고 옛날처럼 작업량을 늘이고 식량 배급을 줄이기로 한다.
반면에 나폴레옹을 둘러싼 지배계급은 존스 시대의 인간보다 더 사치스러운 생활 속에서 호의호식한다. 그들은 존스 부부가 살던 집으로 이사해서 술을 마시고 침대에서 자며 옷을 걸쳐입고 자신들의 자녀들을 위한 교실을 짓고 심지어는 자신들의 적인 인간들과 상거래를 트고 돈을 만지기 시작한다. <동물 농장>은 인간 사회의 악폐라고 주정하던 그 상태로 돌아가고 만다. 결국 이상적인 사회를 꿈꾸던 혁명은 완전히 실패하고 정책마다 위협과 명분만이 동원될 뿐이었다. 7계명도 수정되고 우직할 정도로 성실하게 일만 하던 복서는 인간의 도살장에 팔렸고 마침내 그들은 두 다리로 서서 채찍을 들고 동물들을 감시한다. "네 다리는 좋고 두 다리는 나쁘다"던 구호는 "네 다리는 좋고 두 다리는 더욱 좋다"는 구호로 둔갑을 했고, '모든 동물들은 평등하다'는 구호는 '어떤 동물들은 더욱 평등하다'로 바뀐 것이다.

## 외양간 전투
동물 농장 주위에는 핀치필드 농장과 폭스우드 농장이 있었는데, 존스는 두 농장에게 힘을 빌려 동물 농장을 침입했다. 스노볼은 율리우스 카이사르에 대한 책을 읽고 작전이 떠올랐는데, 제1차 공격은 35마리의 비둘기가 인간들 머리 위에 똥을 싸 정신을 잃을 때 제2차 공격을 시작했는데, 울타리에서 숨어있던 거위떼가 몰려와 인간들의 종아리를 물어뜯었다. 또 인간들이 도망치려다 말과 암소, 돼지들이 몰려와서 마당 입구를 막아 버렸다. 어쩔 수 없이 인간들은 총을 쏴 스노볼의 등 쪽에 살짝 스쳐 가서 스노볼이 등에 부상을 입었고, 스노볼 옆에 있던 양이 죽고 말았다. 하지만 인간은 크게 져 도망갔다. 특히 복서는 아주 열심히 싸웠고 스노볼은 전투를 이길 수 있는 작전을 세웠으니 1등 동물 훈장을 수여했고, 죽은 양에게는 2등 동물 훈장을 추서했다.

## 풍차 전투
풍차 전투는 조지 오웰의 동물 농장에 나오는 동물들과 인간들의 2차에 걸친 전투 중 두번째로, 풍차의 전투는 제2차 세계 대전 당시에 있었던 독소 전쟁을 의미한다. 여기서 나오는 핀치필드 농장은 나치 독일, 농장주인 프레드릭은 아돌프 히틀러를 상징한다.
나폴레옹은 동물농장에 있는 목재를 팔기 위해서 윔퍼 씨를 통해 프레드릭과 필킹턴(영국, 미국을 상징)과 협상하고 있었다. 프레드릭이 동물농장의 목재에 더 관심을 보였지만, 제 가격을 지불하려 하지 않았고 동물농장의 동물들 사이에서는 프레드릭이 동물농장을 습격해 풍차를 파괴하려 한다는 소문이 돌기도 했다. 책의 묘사에 따르면, "동물들은 필킹턴을 인간이란 이유로 신용하지는 않았지만 그들이 두려워하고 미워하는 프레드릭보다는 좋아했다. 여름이 다 가고 풍차가 거의 완성 단계에 이르자, 반역자들의 공격이 임박했다는 소문이 더욱 무성하게 나돌기 시작했다. 향간의 소문에 따르면 프레드릭은 총으로 무장한 20명의 남자들을 거느리고 올 계획이며 치안판사들이나 경찰을 이미 매수해 놓았기 때문에, 만일 그가 동물농장의 토지문서를 손 안에 넣기만 하면 치안판사나 경찰도 문제삼지 않을 것이라는 소문이었다." 등이 있다. 한편 가을이 되자 풍차(풍차 건설은 소련의 5개년 경제 개발 계획을 상징하며, 특히 풍차는 계획의 상징이었던 드네프르 댐을 상징함)건설이 완료되었다. 이 풍차의 이름은 나폴레옹 풍차라고 명명되었고, 한편 이틀 뒤 나폴레옹은 프레드릭에게 목재를 팔았다고 하였다. 표면적으로는 필킹턴과 우호관계를 맺는 듯 보이게 하면서도 실제로는 프레드릭과 비밀리에 협정을 맺었던 것이다(독소불가침조약을 의미). 이 일로 폭스우드 농장과 그 농장주인 필킹턴과의 관계는 단절되었고 나폴레옹은 모욕적인 메시지를 필킹턴에게 전달했으며 비둘기에게 핀치필드 농장에 가지 말라는 지시를 내렸다. 표어 역시 프레드릭 타도에서 필킹턴 타도로 바꾸었으며 프레드릭이 공격할 것이라는 소문은 거짓이라고 했다. 하지만 프레드릭이 준 5파운드짜리 지폐는 위조지폐였고(윔퍼 씨가 그 사실을 알렸다) 나폴레옹은 프레드릭에게 '끓는 물에 집어넣는' 사형 선고를 내렸다. 한편 농장으로 통하는 요소마다 보초가 세워졌고 비둘기 네마리가 필킹턴과 다시 우호관계를 맺고 싶다는 나폴레옹의 메시지를 가지고 폭스우드 농장으로 파견되었다.
위조지폐 사건이 일어난 다음에 습격이 있었다. 동물들이 아침식사를 하고 있을 때 파수꾼들이 아서 프레드릭과 그의 일꾼들이 다섯개의 빗장이 걸린 문을 통과해 들어오고 있다고 알렸다. 동물들은 나가서 싸웠지만 적은 프레드릭을 비롯한 15명의 남자였고 그중 절반 가량이 총을 가지고 있었는데 작중의 묘사에 따르면 50야드 정도 되는 거리에서부터 발포했다고 했다. 나폴레옹과 복서가 독려했음에도 불구하고 계속 패배했고 금방 풍차를 포함한 목장의 거의 전체(건물을 제외한)가 점령되었다. 나폴레옹은 폭스우드 농장의 도움을 기대하였지만 필킹턴은 '깨소금 맛이다'라는 메시지를 보냈고 한편 프레드릭은 폭탄으로 풍차를 날려버렸다(나폴레옹이 새로 지은 풍차는 벽이 두꺼워 괜찮을 것이라고 했지만 당나귀 벤자민은 인간들이 풍차 밑에 구멍을 뚫는 것을 보고 폭파시켜버리라는 것을 알았다). 하지만 동물들은 용기를 되찾았고 결국에는 인간들을 쫓아냈다.
동물들의 피해는 암소 한 마리, 양 세 마리, 거위 두 마리가 죽었고 나폴레옹을 비롯한 거의 모두가 부상을 입었다. 인간들 또한 피해를 입었는데 한 명은 복서의 발굽에 얻어맞아 머리가 깨지고 한 명은 암소 뿔에 배를 받혔으며 다른 한 명은 제시와 블루벨에게 바지가 찢겼다. 물론, 가장 심한 피해는 폭약으로 인한 풍차의 파괴였다. 바람 때문에 무너진 옛 풍차와는 달리, 돌이 수백야드 밖으로 날아가 다시 그 돌을 이용할 수도 없게 되었기 때문이다. 한편, 나폴레옹은 이 전투의 승리를 기념하기 위해 일곱발의 예포를 쏘았고 풍차 훈장을 제정하여 스스로에게 수여하였으며 동물에게는 사과 하나, 새에게는 2온스의 옥수수, 개에게는 세 개의 비스킷을 승리에 대한 선물로 지급했다.

## 등장인물

### 돼지들
- 메이저 영감 : 존스 씨가 동물 농장의 주인으로 있을 때의 대장. 카를 마르크스를 상징하며 블라디미르 레닌도 부분적으로 상징한다.
- 나폴레옹 : 버크셔 종의 돼지이며 동시에 유일하게 거세되지 않은 씨수퇘지다. 스노볼을 쫓아내고 독재자가 되었다. 이오시프 스탈린을 상징. 첫 프랑스어 번역에서는 '나폴레옹'이라는 이름이 가진 상징성 때문에 '세자르(시저)'로 번역되었다.
- 스노볼 : 나폴레옹이 독재자가 되기 전 동물농장에서 나폴레옹과 함께 공동 대장을 맡았다. 스탈린에 의해 쫓겨난 레프 트로츠키와 그의 휘하에 있던 혁명가들을 상징한다.
- 스퀼러 : 나폴레옹의 영원한 충복이다. 작중 나폴레옹의 독재를 미화하며 동물 농장의 동물들이 나폴레옹에게 충성하도록 애를 쓰며 동물들을 어려움에 빠뜨린다. 뱌체슬라프 몰로토프 혹은 프라우다를 상징한다.
- 미니무스 : 나폴레옹을 기리는 시를 지어 퍼뜨린다. 막심 고리키 혹은 블라디미르 마야콥스키를 상징한다.
- 핑크아이 : 암탉 세 마리가 나폴레옹을 암살하려다 자백하고 처형되자, 나폴레옹의 음식에 독이 들었는지 알아보기 위해 먼저 먹어본다. 검사원을 상징한다.
- 새끼 돼지들 : 나폴레옹의 새끼들로 동물 농장의 다음 지배자가 될 세대이다. 소련 공산당의 일당독재 혹은 권력세습을 상징한다.
- 젊은 식용돼지들 : 나폴레옹의 독재에 반기를 들려다 반역자로 몰리고 학살 때 가장 먼저 개들에게 살해당한다. 트로츠키파로 몰려 숙청당한 일군의 공산당원들을 상징한다.

### 동물들
- 복서 : 소박하고 부지런하기만 한 수말로, 나폴레옹에게 충성을 다하다가 9점의 어느 시점에서 힘없이 쓰러지게 되자 이후 나폴레옹이 그를 도살장에 보내서 결국 비극적인 죽음을 맞이한다. 참을성 많고 강인하지만 지배층의 뜻에 휘둘린다. 러시아 혁명 이후에 공산혁명에 자발적으로 참여한 프롤레타리아 계급을 풍자했으며, 마지막에 복서가 도살장에 팔려나가는 장면은 나폴레옹을 비롯한 혁명을 이끈 지도층이 민중을 배신했다는 은유이다.
- 클로버 : 복서의 동료로 암말이다. 돼지들을 의심하지만 자꾸 일곱 계명을 까먹곤 하여 자책한다. 교육을 어느 정도 받았지만 무기력한 중산층을 상징한다.
- 몰리 : 흰색의 암말이다. 동물 농장의 규칙을 어기고, 각설탕에 눈이 멀어 몰래 옆 농장에서 일을 한다. 러시아 혁명으로 축출된 부르주아를 상징한다.
- 벤자민 : 혁명에 대해 신랄한 태도를 취하고 있는 수컷 당나귀이다. 다른 동물들보다 지적이지만 혁명에 대해 어떠한 행동도 하지 않는다. 소련 내에 존재하던 유대인들, 현실도피하던 지식인들 혹은 조지 오웰 자신을 상징한다는 시각이 있다. 복서가 팔려나갈 때, 돼지를 제외한 동물들 중 처음으로 그가 도살업자에게 팔려나간다는 것을 알아챘다.
- 뮤리엘 : 글을 천천히 읽을 줄 아는 늙은 암컷 염소다. 가끔 신문 조각을 가지고 와 동물들에게 읽어 주고는 했다. 소설의 마지막에 뮤리엘이 죽는 것은 남아있던 지식인층의 소멸을 상징한다고 보기도 한다.
- 암탉들 : 집산주의에 따른 사유재산 금지와 재산 국유화에 저항하던 쿨라크(부농 계층, 러시아어 발음으로는 꿀락)를 상징한다. 나폴레옹이 달걀을 몰수하기로 결정하자 이에 반발하여 블랙 미놀카종 암평아리 세 마리의 주도 하에 높은 지붕에 올라가 그곳을 떠나지 않고 알을 낳으며 저항하였다. 그러자, 나폴레옹은 암탉들에게 식량을 주지 않기로 하여 결국 9마리가 굶어 죽었다. 이후 항쟁을 주동한 그 세 마리가 학살 때 처형되었다.
- 검은 수탉 : 병아리일 때부터 나폴레옹의 연설 전에 날카로운 울음소리를 내지르는 나팔수 역할이다.
- 9마리의 개 : 어미 개 블루벨과 제시에게서 태어나자마자 나폴레옹에 의해 격리 교육된 개들. 성장하여 나폴레옹의 호위대가 된다. 나폴레옹이 스노볼을 처음 내쫓을 때 등장해 이후 줄곧 나폴레옹의 친위대로써 겁을 주는 역할을 담당하고 동물들을 처형하는 것도 담당한다. 스탈린 시대의 비밀경찰이었던 내무인민위원회를 상징한다.
- 제시, 블루벨 : 개들의 부모. 메이저의 연설 때 혹은 풍차 전투 때 프레드릭의 부하 한 명의 옷을 물어뜯어 찢는 등 모습을 간간이 비친다. 10장에서 세상을 떠났다.
- 핀처 : 제시와 블루벨의 동료 개. 작중 10장에서 세상을 떠난다.
- 모세(모지스) : 러시아 정교회를 상징하는 큰까마귀로, 존스 씨의 스파이다. 혁명 이후에 존스 씨와 함께 동물 농장을 떠났다가 풍차 전투 이후에 돌아온다. 일각에서는 모세가 러시아 정교회 수도사인 라스푸틴을 상징한다고 주장한다.
- 양들 : 우둔하며 자기 주장 없이 스탈린을 광신적으로 따르는 민중을 상징한다. 작중에서 나폴레옹에게 불리한 말을 하는 동물이 있는 즉시 "네 발은 좋고, 두 발은 나쁘다!" 를 반복해 외치며 정치선전에 앞장서는 이들이다. 그래서인지 노동을 한 대신 다른 동물들이 굶주리는 와중에도 양지바른 곳에서 일주일간 풀을 뜯는 등, 돼지들에게 혜택과 뇌물도 약간 받는다. 그러나 양들 중 세 마리는 나폴레옹에게 반기를 든 걸 자백하고 죽임을 당했다.[3]
- 거위들 : 한 마리는 학살 때 '옥수수를 몰래 훔쳐서 밤에 먹었다고 자백하고 처형되고, 어느 수컷은 스노볼이 밀밭에 잡초를 자라게 한 게 알려지자 자신도 스노볼의 만행에 동참하려다가 자백하고 독이 든 열매를 먹고 죽는다. 나머지 개체들은 거의 인간과의 전쟁 때 인간들을 공격하는 모습을 많이 보인다.
- 들쥐들 : 소련 북쪽의 원주민들을 상징할 가능성이 있다. 또는 중앙아시아인이나 캅카스주민들도 상징한다.
- 고양이들 : 러시아 혁명과 공산주의에 소극적으로 저항하던 민중들을 상징한다. 농장 일에 잘 참여하지 않는다.
- 새끼오리들 : 1장에서 클로버가 만들어준 울타리에 기대어 잠드는 것 외에는 비중이 없다.

### 사람들
- 존스 씨: 그는 원래 성실하고 부지런한 농장주였지만 큰 소송에 패하면서 알코올 중독자가 되었다. 농장에서 동물들에 의해 쫓겨난 뒤, 프레드릭과 필킹턴의 도움을 받아 농장을 탈환하려 하지만 실패하고 결국 알콜 중독자가 되어 수용소에서 사망하였다. 러시아 제국의 니콜라이 2세를 상징한다.
- 프레드릭 : 프레드릭은 아돌프 히틀러, 그의 농장 핀치필드는 나치 독일을 상징한다. 작중에서 동물들을 험하게 다룬다는 소문이 있다. 예를 들자면 늙은 말을 매질해 죽이고, 소들을 굶기고, 개를 아궁이에 던져넣고, 수탉들의 며느리발톱에 면도날 조각을 매달아 싸우게 하는 걸 즐기는 등 말이다.
- 필킹턴 : 필킹턴은 미국의 프랭클린 루스벨트 대통령과 영국의 윈스턴 처칠 할 수 없었다고 표현한 것은 소련과 서구 제국주의 국가들이 보인 행태가 다를 바 없었다는 말이었다.
- 윔퍼 : 나폴레옹이 인간 세상에 동물 농장을 알리기 위해 고용했다. 1930년대 당시 소련 체제의 진실을 보지 못한 채 소련을 찬양한 서구 지식인들(장폴 사르트르, 버나드 쇼 등) 혹은 체제와 관계없이 소련과 거래하는 중립국들을 상징한다.

### 중요한 상징적 요소
- 술에 너무 취해 닭장의 작은 구멍을 닫는 것을 잊고 갈지(之)자 걸음으로 마당에 걸어가면서 손에 달린 등불이 크게 흔들림 : 제정 러시아의 로마노프 왕조의 마지막 황제인 니콜라이 2세의 집권 당시 러시아 사회가 혼란스럽고 무능한 정치상황을 상징한다.
- 동물들의 합창소리에 깨서 존스 씨가 농장에 여우가 침입했다고 단정하고 총을 쏨 : 1905년 러시아에서 왕궁 경비대가 민중의 평화 시위에 발포한 사건인 피의 일요일 사건을 상징 할수도 있다.
- 존스 씨를 실의에 빠지게 한 "큰 소송" : 러일 전쟁을 상징한다. 이 소송이 있었다는 사실이 첫 장면에서 언급된 것도 그것을 암시한다.
- 동물들의 반란 : 러시아 제국의 마지막 황제였던 니콜라이 2세를 추방한 1917년의 러시아 혁명을 상징한다.
- 영국의 짐승들 : 인터내셔널가를 상징한다.
- 동물주의 : 사회주의를 상징한다. 돼지들이 메이저의 가르침을 사상체계로 발전시켰다.
- 동물 공화국 : 소비에트 사회주의 연방 공화국으로 국가명이 지정된 것을 의미한다.
- 녹색 식탁보에 흰색으로 발굽과 뿔을 X자로 그려넣음 : 소설에서 의미하는 것은 녹색은 드넓은 농장을 상징하고 발굽과 뿔은 농장 동물들의 합침을 뜻한다. 하지만 실제로 공산주의를 상징하는 깃발이며 녹색 식탁보가 빨간 기를 의미하고<혁명을 의미> 발굽과 뿔이 낫과 망치<노동자의 단결을 의미>를 의미한다. 즉, 구소련의 깃발이기도 하다.
- 외양간 전투 : 러시아 혁명 얼마 후 서구 세력의 사주를 받아 일어난 러시아 내전(1917년-1922년)을 상징한다.
- 풍차 건설 : 스탈린의 5개년 경제개발 계획을 상징한다.
- 풍차 : 드네프르댐을 의미한다. 실제로 드네프르댐은 스탈린의 5개년 경제개발을 상징했다.
- 나폴레옹의 강제 달걀 수집 : 스탈린의 집산주의를 상징한다.
  - 암탉의 반란 : 집산주의에 의한 재산 및 토지 국유화에 저항한 쿨라크들을 상징한다.
- 나폴레옹 & 프레드릭 연합 : 독일-소련 불가침 조약과 히틀러-스탈린 연합을 상징한다.
  - 풍차 전투 : 불가침조약이 맺어지고 나서 얼마 안 가 발발한 독소 전쟁을 상징한다.
  - 풍차 파괴 : 드네프르 댐의 폭파를 의미한다. 히틀러를 상징하는 세력이 풍차를 파괴하였다고 서술된 소설과는 달리, 실제 역사에서는 스탈린이 폭파를 명령하였다.
- 스퀼러의 역사 조작 : 소련이 이후 모든 역사적 사실을 러시아 혁명과 공산당에 맞추어나간 것을 상징한다.
- 메이저 영감의 유골 전시 : 레닌의 시체를 방부 처리해 붉은 광장에 안치한 것을 상징한다.
- 스노볼의 풍차 계획 : 스탈린은 트로츠키가 세운 5개년 경제 계획을 훔쳤으며, 그것이 트로츠키의 계획임을 말하는 일은 금지되었다. 풍차 건립 계획이 제대로 실현되지 못한 일은 나중에 영국 기술자가 소련에서 기술을 전수해준 것을 상징한다.
- 나폴레옹은 언제나 옳다 : 복서의 모토인 이 말은 베니토 무솔리니가 실제로 “무솔리니는 언제나 옳다”라는 식으로 사용하였던 것이다. 오웰이 그것을 염두에 두었는지는 잘 알 수 없다.
- 나폴레옹의 “영국의 짐승들” 금지 : 1943년에 스탈린은 인터내셔널가를 금지시키고 대신 소련 국가를 부르게 했다. 1799년에 나폴레옹이 라 마르세예즈를 금지시킨 것을 연상시키기도 한다.
- “동물 농장” 명칭을 “메이너 농장”으로 바꾼 것 : 붉은 군대(Red Army)의 정식 명칭은 “노동자 농민의 붉은 군대”에서 “소비에트 군대”(Soviet Army)로 교체되었다.
- 혁명 이념 : 나폴레옹이 수확을, 스노우볼이 다른 농장의 혁명 봉기를 추구한 것은 스탈린의 “일국 사회주의”(러시아 내 혁명이 우선이라는 혁명 이론)와 트로츠키의 “영구혁명”을 상징한다.
- 네 다리는 좋고, 두 다리는 나쁘다 : 레닌의 “모든 권력을 소비에트로 (4월 테제)"라는 구호를 상징한다.

### 7계명
칠계명(七誡命)은 동물 농장에서 동물들이 지켜야 하는 규칙이다. 
칠계명은 칼 마르크스가 주창한 공산당선언을 상징한다고한다.

#### 영어 원문
1. Whatever goes upon two legs is an enemy.
2. Whatever goes upon four legs, or has wings, is a freind.
3. No animal shall wear clothes.
4. No animal shall sleep in a bed.
5. No animal shall drink alcohol.
6. No animal shall kill any other animal.
7. All animals are equal.

#### 한국어 번역
1. 두 다리로 걷는 자는 누구든지 적이다.
2. 네 다리로 걷거나 날개를 가진 자는 모두 우리의 친구다.
3. 어떤 동물도 옷을 입어서는 안 된다.
4. 어떤 동물도 침대에서 자서는 안 된다.
5. 어떤 동물도 술을 마셔서는 안 된다.
6. 어떤 동물도 다른 동물을 죽여서는 안 된다.
7. 모든 동물들은 평등하다.

#### ‘네 다리는 좋고, 두 다리는 나쁘다!’
소설에서, 스노우볼은 동물농장의 7계명조차 이해할 수 없는 일부 동물들(소설에서는 양, 암탉, 오리라고 밝혀졌다.)을 위해 ‘네 다리는 좋고, 두 다리는 나쁘다!’(Four legs good, two legs bad.) 라는 슬로건을 만들었다. 
여기서 ‘7계명조차 이해할 수 없는 일부 동물들’은 공산주의 사상을 이해하지 못하는 계급, 문맹자 등을 상징하고, ‘네 다리는 좋고, 두 다리는 나쁘다!’(Four legs good, two legs bad.) 라는 슬로건은 그들을 대상으로 하는 ‘프로퍼갠더(Propaganda)’를 상징한다.
소설에서는 양들이 쉴 때면 이 슬로건을 외는 장면이 등장한다.
- 새들은 두 다리를 가졌다 하여 이 슬로건을 초기에는 이해하지 못했으나, 스노우볼이 의미를 정리하여 새들이 이해하게 되는 장면이 있다.

나중에 이 슬로건은 나폴레옹의 독재 합리화를 위한다는 명목으로 네 다리는 좋지만 두 다리는 더 좋다!(Four legs good, two legs better!) 라는 내용으로 수정되어 양들이 이것을 외치는 장면이 등장한다.
- 영어 원문의 경우 "그것은 아주 깔끔하게 씌어졌고 friend를 freind로 썼고 'S'자 하나가 잘못 구부러진 것 외에는 모두 정확했다"라는 말로 인위적인 오타가 있음을 알 수 있다.

## 관련 작품
'동물농장'은 이후 출간되는 수많은 동물 관련 작품들에 영향을 끼쳤는데 대표적인 것은 다음과 같다.
- John Halas & Joy Batchelor, Animal Farm (1954년)
- 핑크 플로이드, Animals (1977년)
- Joesph Stephenson, Animal Farm (1999년)
- 아드만 스튜디오, 《치킨 런》 (2000년)
- 자본주의 동물농장 : 스노볼의 귀환 (2002년), 존 리드 저 / 정영목 역 | 천년의상상

## 같이 보기
- 권위주의 인격
- 소련의 역사 (1917년 ~ 1927년)
- 소련의 역사 (1927년 ~ 1953년)
- 영국의 짐승들